# Stanislava Komarova
Stanislava Komarova (n. 12 iunie 1986, Moscova, RSFS Rusă, URSS) este o înotătoare rusă, medaliată olimpică. A participat la 2 ediții ale Jocurilor Olimpice (2004, 2008) în care a câștigat o medalie de argint.